# پیر نینی
پیر نینی (فرانسوی: Pierre Niney‎؛ زادهٔ ۱۳ مارس ۱۹۸۹) بازیگر اهل فرانسه است. وی از سال ۲۰۰۷ میلادی تاکنون مشغول فعالیت بوده‌است.
از فیلم‌ها یا برنامه‌های تلویزیونی که وی در آن نقش داشته است، می‌توان به پنج، ادیسه، ۲۰ سال فاصله، خندیدن با صدای بلند و آلتامیرا اشاره کرد.